# I Want You (chanson de Marvin Gaye)
Pour les articles homonymes, voir I Want You.
Singles de Marvin Gaye
Distant Lover (en)
(1974) After the Dance (en)
(1976)
I Want You est un single de 1976 du chanteur américain Marvin Gaye.
Écrite par Leon Ware et Arthur "T-Boy" Ross (en) et produite par ce premier et le chanteur, la chanson provient de l'album I Want You. Elle inaugure un son plus disco que funk, touchant donc une audience plus large à l'époque.